# Kriegserklärung Mexikos an Deutschland, Italien und Japan

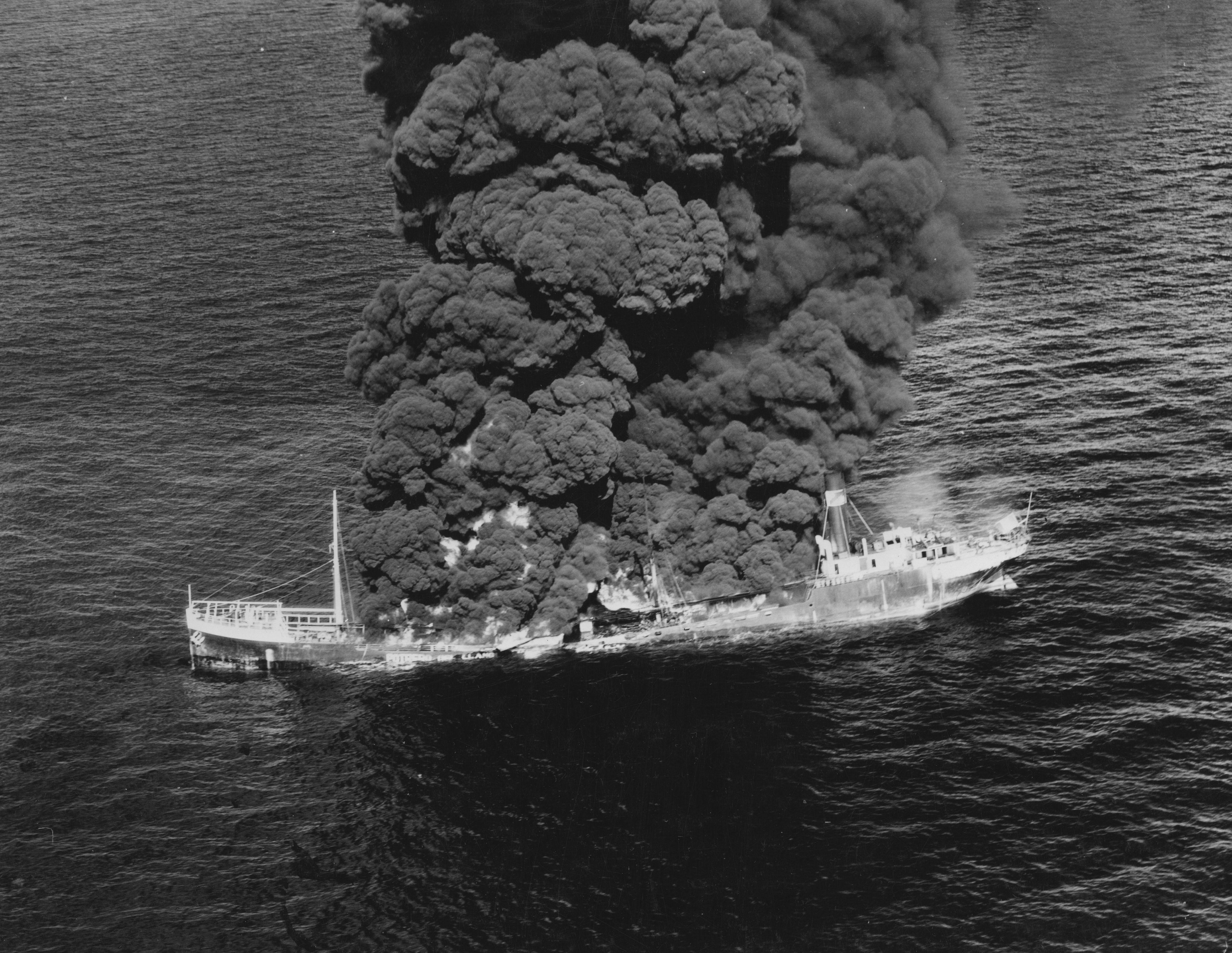
Brennende Potrero del Llano 14. Mai 1942

Die Kriegserklärung Mexikos an Deutschland, Italien und Japan erfolgte am 28. Mai 1942 nach der Versenkung der beiden mexikanischen Tanker Potrero del Llano und Faja de Oro durch die deutschen U-Boote U 564 und U 106 in amerikanischen Gewässern.

## Hintergrund
Mexiko hatte unter Präsident Cardenas den italienischen Abessinienkrieg, die deutsche Ruhrbesetzung und die japanische Eroberung von Nanking im Völkerbund verurteilt und die spanischen Republikaner im spanischen Bürgerkrieg gegen Franco unterstützt. Andererseits hatte es trotz seiner antifaschistischen Haltung seine Handelsbeziehungen zu Deutschland, Italien und Japan intensiviert, da die demokratischen Staaten Europas und die kapitalistischen multinationalen Unternehmen nicht bereit waren, die mexikanische Politik wirtschaftlich zu unterstützen. Durch die Nationalisierung der ausländischen Ölkonzerne im März 1938 kam es zu einer weiteren Verschlechterung der Beziehungen zum Vereinigten Königreich und zu den Vereinigten Staaten. Nach der Wahl von Avila Camacho zum neuen Präsidenten und der Wiederwahl von Franklin D. Roosevelt kam es zu einer Wiederauffrischung der Good Neighbor Policy zwischen den beiden Ländern. Die Wirtschaftsbeziehungen zwischen den beiden Ländern wurden – auch vor dem Hintergrund des Krieges in Europa und Asien – ausgebaut, Mexiko erhielt Hilfe aus dem Lend Lease Programm zur Stärkung der panamerikanischen Western Hemispehre. Die Mehrheit der Mexikaner sahen die Zusammenarbeit mit den USA kritisch und deshalb konnte der mexikanische Präsident im Dezember 1941 nach dem Überfall auf Pearl Harbor keine Kriegserklärung aussprechen, während kleinere lateinamerikanische Staaten dies taten. Erst die Versenkung mehrerer mexikanischer Schiffe führte zum Umschwung der öffentlichen Meinung und die Versenkung der beiden Tanker wurde dann zum Anlass der Kriegserklärung genommen.
Die Mexican Expeditionary Air Force wurde aufgestellt und kam 1945 bei der Rückeroberung der Philippinen zum Einsatz.